# ベル 212
ベル 212
- 用途：汎用 (軽輸送, 連絡, 観測, 捜索救難など)
- 分類：ヘリコプター
- 設計者：ベル・ヘリコプター
- 製造者：　
  - ベル・ヘリコプター
  - アグスタ
- 運用者：
- 初飛行：1969年5月 (ベル 205試作機)[1]
- 生産数：1,000機以上[2]
- 運用開始： 1970年
- 原型機：ベル 205A-1
- サブタイプ：

  - UH-1N
  - アグスタ-ベル 212ASW

ベル モデル 212（Bell Model 212）はベル・ヘリコプターが開発した汎用ヘリコプター。モデル 205A-1（UH-1H）をもとに双発化したモデルであり、アメリカ軍でもUH-1N ツインヒューイとして採用された。

## 開発に至る経緯
ベル社では、まず同社初の双発タービン・ヘリコプターとしてモデル 208を開発し、1965年4月27日に初飛行させた。これはUH-1D（モデル 205）を元にエンジンをXT67-T-1（離昇出力1,400 shp、常用出力1,200 shp）に変更したものであり、小型ヘリコプターの双発化に関する研究のため、同社の自社資金によって製作された機体であった。
1968年5月1日、ベル社とカナダ政府はUH-1双発型の開発について合意した。これによって開発されたのがモデル 212であり、1969年9月19日には50機が発注された。発注当初、カナダ軍ではCUH-1Nと呼称していたが、後にCH-135と改称された。またこれと並行してアメリカ軍も同機を発注しており、こちらはUH-1Nと称された。
民間機仕様はツイン・ツー・トゥエルブ（Twin Two-Twelve）として知られており、1970年10月に連邦航空局（FAA）の型式証明を取得した。
アメリカ国外でも、従来よりヒューイ・ファミリーのライセンス生産を行ってきたイタリアのアグスタ社による生産が1971年春より開始された。ベル社での生産も、1988年8月よりカナダの工場に移管された。

## 設計
機体構造は、動力系統を除いてモデル 205A-1（UH-1H）のものが踏襲された。操縦士のほか14名までの乗客が搭乗可能で、貨物輸送に用いる場合はテイルブーム内の手荷物スペースを含めて7.02立方メートルの容積に181 kg(400ポンド)までの貨物を搭載できる。
軍用機・民間機仕様とも基本的に同じ構造で、ミッションシステムやアビオニクスのみが変更されている。またアグスタ社では、対潜戦・対水上戦に対応したミッションシステムを搭載するとともに、艦載ヘリコプターとしての運用に対応して構造の一部を強化した派生型としてアグスタ-ベル 212ASWを開発した。なお民間機仕様でも計器飛行方式（IFR）に対応させることも可能で、1977年6月にはFAAから操縦士1人でのIFRを承認された初のヘリコプターとなった。
双発化に際し、モデル 208で用いられていたXT67の出力を1,600 shpに強化したモデルも俎上に載せられていたが、1968年10月、プラット・アンド・ホイットニー・カナダ PT6Tの採用が発表された。これはPT6A-27を元にしたエンジンを双発に配し、共通の減速機を介して単一の出力軸を駆動するもので、初期モデルのPT6T-3は1970年7月に離昇出力1,800 shpとして認証された。常用出力は1,130 shp、またエンジンに異常が発生した場合も残る1基で常用出力800 shp、30分間は970 shp、2分半なら1,025 shpの出力を発揮できる。またPT6T-3の軍用モデルがT400-CP-400だったが、後にアメリカ軍向けに離昇出力を1,875 shpに強化した-402が開発され、これはPT6T-6として民間機や輸出にも供された。
主ローターは半関節型（semirigid）で、金属製の2枚のローターブレードはハブによってローターシャフトに吊り下がり、上部にはローターブレードに直交した短い安定棒を備えている。この形式は地上との共振が少なく、格納する場所をとらない利点がある一方、高速飛行において固有振動を生じるという問題がある。このため飛行速度は100ノット以下とされる場合が多いが、燃料を消費するにつれて120ノットほどまでは速度を出せるようになる。

### 諸元・性能
出典: Lambert 1991, pp. 18–19
諸元
- 乗員: 操縦士1名
- 定員: 乗客14名
- ペイロード: 2,268 kg （5,000 lbs）
- 全長: 　
  - (ローター回転時) 17.46 m
  - (胴体長) 12.92 m
- 全高: 4.53 m
- ローター直径: 14.69 m
- 空虚重量: 2,720 kg （5,997 lbs）
- 最大離陸重量: 5,080 kg （11,200 lbs）
- 動力: プラット・アンド・ホイットニー・カナダ PT6T-3B ターボシャフトエンジン、1,342 kW （1,800 shp）   × 1（エンジン部は双発、出力軸は単一）

性能
- 超過禁止速度: 259 km/h （140ノット）
- 巡航速度: 230 km/h （124ノット）
- 航続距離: 420 km （227海里） ※海面高度、標準燃料搭載量・予備燃料なし
- 実用上昇限度: 3,960 m （13,000 ft）
- 上昇率: 402 m/min

## 運用史

### アメリカ軍
最初の発注分のうち、79機がアメリカ空軍向け、40機がアメリカ海軍向け、22機がアメリカ海兵隊向けであり、空軍への引き渡しは1970年から、海軍・海兵隊への引き渡しは翌1971年から開始された。これらは全てUH-1Nと称された。その後も順次に発注が重ねられ、空軍は合計79機、また海軍・海兵隊は1978年までに合計221機を導入した。

### カナダ軍
モデル 212の開発に資金を拠出していたにもかかわらず、カナダ軍への引き渡しはアメリカ軍よりも遅れて、1971年5月3日からとなった。当初はCUH-1Nと呼称していたが、後にCH-135と改称された。
カナダ国内にとどまらず、国際連合平和維持活動でも活用されたが、老朽化・陳腐化に伴ってベル 412（CH-146）に更新されて退役が進み、1997年7月までに運用を終了した。退役機のうち40機は、アメリカでリファビッシュされたのちコロンビア軍・国家警察で運用されている。
運用部隊一覧
- 第403機種転換隊（403 Helicopter Squadron）[12]
- 第408戦術ヘリコプター隊（408 Tactical Helicopter Squadron）[13]
- 第422戦術ヘリコプター隊（422 Tactical Helicopter Squadron）1980年8月16日解散[12]
- 第424輸送救難隊（424 Transport & Rescue Squadron）[14]
- 第427戦術ヘリコプター隊（427 Tactical Helicopter Squadron）[15]
- 第430戦術ヘリコプター隊（430 Tactical Helicopter Squadron）[16]
- 第444戦闘支援隊（444 Combat Support Squadron）[17]
- 第32海軍多用途隊（Utility Squadron VU 32）[18]
- 航空宇宙工学試験機関（Aerospace Engineering Test Establishment）[19]
- コールドレイク基地隊（Base Flight Cold Lake）[20]
- グースベイ基地救難（Base Rescue Goose Bay）[17]
- 多国籍軍監視団（Multinational Force and Observers）, 1986-1990[21]

### 海上保安庁
海上保安庁では、1963年頃より大型ヘリコプターを導入して吊り上げ救助に活用することを検討しており、機種としてはシコルスキー S-61Rを選定していた。しかし予算が獲得できるか不安視されたことから、より低コストながらも優れた速度・航続性能・吊り上げ救助能力を備え、洋上での運用に適した双発機という観点から本機種が導入されることとなった。海上保安庁の仕様として、補助燃料タンク、エマージェンシーフロート、吊り下げ救助用ホイスト、機外荷物吊り下げ装置、サーチライト、拡声装置などが搭載されたほか、MH-562以降は機首の先端に気象レーダーが装備され、これ以前の機体も改修された。
まず黎明期に導入していたシコルスキー S-55の代替機として1973年12月28日に2機が導入されたのを皮切りに、新海洋秩序時代の到来を背景としたヘリコプター搭載巡視船（PLH）の整備もあって順次に追加発注が行われ、最終的に合計38機を取得した。これらの機体は全航空基地およびPLHに展開し、警備救難に活用されたが、老朽化・陳腐化に伴って2015年までに運用を終了した。後継機としては、シコルスキー S-76C/Dおよびベル 412が導入された。

### 運用国一覧
- アンゴラ - 空軍がベル 212を運用
- アルゼンチン - 空軍・アルゼンチン陸軍がベル 212を運用
- オーストリア - 2023年時点で、空軍が23機のベル 212/AB 212を運用[25]
- バングラデシュ - 空軍がベル 212を運用
- バーレーン - バーレーン空軍がAB 212を運用
- ボリビア - 空軍がベル 212を運用
- ブルネイ - 空軍がベル 212を運用
- カナダ - カナダ軍のCH-135のほか、沿岸警備隊も運用
- 中国 - 中国民用航空局が運用[26][27]。
- コロンビア - 空軍がAB 212、陸軍がUH-1NとCH-135、海軍がベル 212、国家警察がベル 212とCH-135を運用
- クロアチア - 警察がAB 212を運用
- エクアドル - 空軍がベル 212を運用[28]
- ドイツ - ドイツ警察が運用
- ギリシャ - 2024年時点で、ギリシャ陸軍が1機のベル 212（要人輸送機）、ギリシャ海軍が3機のAB 212（対潜哨戒機）、ギリシャ空軍が4機のAB 212を運用[29]。
- グアテマラ - 空軍がベル 212を運用
- ガイアナ - ガイアナ軍が1975年-1990年までベル 212を運用した
- イラン - 空軍・海軍がAB 212を運用
- イラク - イラク海軍がAB 212ASWを運用
- イスラエル - 空軍がベル 212を運用、運用部隊は第123飛行隊 (デザートバード・スコードロン)[30]・第124飛行隊 (ローリングソード・スコードロン)[31]
- イタリア - 海・空軍がAB 212を運用
- 日本 - 海上保安庁がベル212を運用
- レバノン - 空軍がAB 212を運用。1990年以来退役していたが、2020年より概念実証の一環として、5年間で5機を現役復帰させるプロジェクトを開始した[32]。
- リビア - 空軍がベル 212を運用
- マルタ - マルタ軍がイタリアの援助を受け、AB 212を運用
- モロッコ - 2024年時点で、モロッコ空軍が3機のベル 212（AB 212）を保有[33]。
- ミャンマー - ミャンマー空軍が要人輸送用にベル 212　若干機を運用したといわれる。
- オマーン - 2023年時点で、オマーン空軍が3機のベル 212（AB 212）を保有[34]。
- パナマ - パナマ軍警察が運用
- ペルー - 海軍航空隊がAB 212ASWを運用
- フィリピン - 空軍がベル 212を運用
- サウジアラビア - 空軍がAB 212を運用
- シンガポール - シンガポール空軍が1985年にスリランカへ売却するまでベル 212を運用した
- セルビア - セルビア警察が運用
- ソマリア - 空軍がAB 212を運用
- 韓国 - 空軍が1971年からベル 212を運用
- スペイン - 陸・海軍がAB 212を運用。海軍のAB 212ASWは2011年7月に新しいレーダーの装備や寿命延長を含む改修が承認された[35]。
- スリランカ - 空軍がベル 212を運用
- スーダン - 空軍がAB 212を運用
- タイ - 陸・海軍がAB 212を運用
- チュニジア - 空軍がベル 212を運用
- トルコ - 陸・海軍がAB 212を運用
- ウガンダ
- アラブ首長国連邦
- イギリス - 陸軍航空隊がベル 212を運用
- アメリカ合衆国 - 海軍・海兵隊および空軍がUH-1Nを運用
- ウルグアイ - 空軍がベル 212を運用
- イエメン - 空軍がAB 212を運用